# Ghostbusters: Afterlife
Ghostbusters: Afterlife (även kallad Ghostbusters III eller Ghostbusters: Legacy i vissa länder i Europa) är en amerikansk fantasy komedi-film regisserad av Jason Reitman, som även skrivit manus tillsammans med Gil Kenan. Huvudrollerna spelas av Mckenna Grace, Finn Wolfhard, Carrie Coon och Paul Rudd, tillsammans med Sigourney Weaver, Dan Aykroyd, Ernie Hudson och Annie Potts som spelar sina roller från de två första filmerna. Det är en uppföljare till Ghostbusters – Spökligan (1984) och Ghostbusters II (1989), och är den fjärde filmen i Ghostbusters-serien. I filmen får man följa en familj som flyttar hem till en liten stad, där de börjar lära sig mer om vem de är och stadens hemligheter. Filmen har ingen anknytning till Ghostbusters (2016). 
Ghostbusters: Afterlife började sin produktion den 12 juli 2019 och planerade att släppa filmen i USA 10 juli 2020 av Sony Pictures Releasing. 31 mars 2020 meddelade Sony att filmen flyttade premiären till 5 mars 2021 på grund av Coronaviruspandemin 2019–2021. Premiären flyttades ytterligare till 11 juni 2021. Ghostbusters: Afterlife blev åter framflyttad till 11 november 2021 och flyttades senare en vecka till 19 november. Filmen visas i Real D Cinema, IMAX och Dolby Cinema.

## Handling
Efter ha blivit vräkta från sina hem flyttar två barn med sin ensamstående mamma till en gård i Summerville, Oklahoma, som de ärvt av sin avlidne morfar. När staden drabbas av en serie jordbävningar upptäcker barnen sin familjs länk till de ursprungliga Ghostbusters, som blev en myt som har glömts bort efter händelserna i "Manhattan Crossrip of 1984" och deras arv från deras morfar som lämnades efter sig.

## Rollista (i urval)
| - Finn Wolfhard – Trevor - Carrie Coon – Callie - Mckenna Grace – Phoebe - Paul Rudd – Mr. Grooberson - Sigourney Weaver – Dana Barrett - Dan Aykroyd – Dr. Raymond Stantz - Annie Potts – Janine Melnitz - Ernie Hudson – Dr. Winston Zeddmore | - Bill Murray – Dr. Peter Venkman - Bokeem Woodbine – Sheriff Domingo - Oliver Cooper - Geleste O'Connor - Marlon Kazadi – Thickneck - Sydney Mae Diaz – Swayne - Logan Kim |